# Тракийци
Тракийци (болг. Тракийци) — село в Бургасской области Болгарии. Входит в состав общины Средец. Находится примерно в 21 км к югу от центра города Средец и примерно в 41 км к юго-западу от центра города Бургас. По данным переписи населения 2011 года, в селе  проживало 8 человек, преобладающая национальность — болгары.

## Население
| Год     | 1934 | 1946 | 1956 | 1965 | 1975 | 2001 | 2011 |
| ------- | ---- | ---- | ---- | ---- | ---- | ---- | ---- |
| Жителей | 264  | 301  | 214  | 63   | 8    | 16   | 8    |

|  |